# 接龙桥 (南雄)
接龙桥，位于中国广东省韶关市南雄市雄州镇郊区田边水村，现为南雄市文物保护单位，类型为古建筑，公布时间为1997年7月9日。
接龙桥的历史年代为明代。